# Michałki (stacja kolejowa)
Michałki (biał. Міхалкі, ros. Михалки) – stacja kolejowa w miejscowości Michałki, w rejonie mozyrskim, w obwodzie homelskim, na Białorusi. Leży na linii Żłobin - Mozyrz - Korosteń.